# Île Belle (Taormine)
Pour l'île fluviale en France, voir Île Belle.

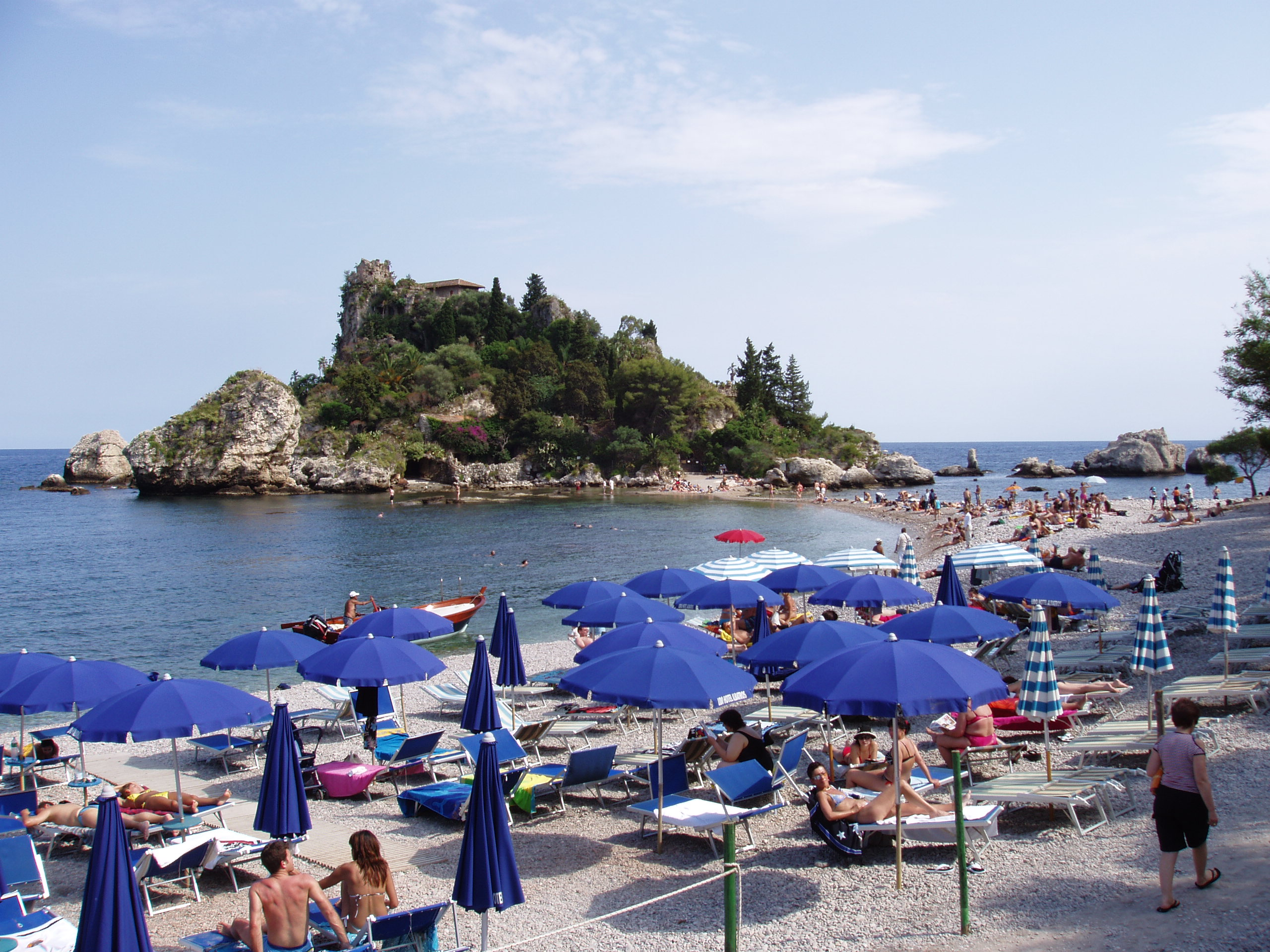
Vue de l’île Belle depuis la plage

L’île Belle (Isola Bella en italien, Isula Bedda en sicilien) est une petite île située à Taormine dans la province de Messine. La courte distance qui la sépare du rivage s'annule parfois lors des marées, donnant alors à l’île un statut de presqu'île. Elle est aussi appelée la Perle de la Méditerranée.
Son nom lui fut donné par le baron allemand Wilhelm von Gloeden qui diffusa partout à travers le monde la valeur artistique de l’île.

## Histoire
Elle fut offerte en 1806 par Ferdinand Ier des Deux-Siciles à Pancrazio Ciprioti, maire de Taormine.
En 1890, elle fut acquise par Lady Florence Trevelyan, petite-fille de la Reine Victoria et épouse du maire philanthrope de Taormine, Salvatore Cacciola qui la valorisa en y construisant une maisonnette pittoresque et en y faisant pousser des plantes aux essences très prisées. L’île fut ensuite léguée par héritage à l’unique petit-fils  de lady Florence, Cesare Acrosso.
En 1954, elle fut vendue aux deux frères Leone et Emilio Busurgi (pour 38 000 lires, environ 20 000 euros) qui y firent construire une splendide résidence avec une minuscule piscine dissimulée entre les roches et les plantations.
La famille Bosurgi était propriétaire de la société Sanderson, une entreprise historique de Messine spécialisée dans la transformation des agrumes. La faillite de cette entreprise en 1982 ouvrit la voie à une vente (sur acte de justice) des biens de la famille. L'île et sa villa en faisaient partie. Une première vente aux enchères eut lieu, fixant le prix de la propriété à 5 milliards et demie de lire (environ 3 millions d'euros) avec relance minimale de 100 millions de lires (environ 52 000 euros). Il n'y eut pas d'acquéreur.
En 1984, sur sollicitation de la commune de Taormine, l’Assesseur régional des Biens culturels déclara l’île Belle comme un monument d’intérêt historique mérité : « exemple isolé d'unique valeur naturelle, historique et culturelle », la soumettant donc à une contrainte de tutelle. Le décret considérait l’île comme un « monument naturel ».
En 1986, il y eut une autre mise aux enchères et bien que le prix ait été baissé de 20 %, personne ne se porta acquéreur.
En 1990, l'île fut finalement vendue à l'Assesseur des Biens culturels. En 1998, elle fut déclarée Réserve naturelle et gérée par le WWF , puis par la province de Messine. Récemment sa gestion est passée aux mains de la CUTGANA, le centre de tutelle environnementale de l'université de Catane.

## Sources
- (it) Cet article est partiellement ou en totalité issu de l’article de Wikipédia en italien intitulé « Isola Bella (Taormina) » (voir la liste des auteurs).